# William Schneider (Politiker)
William Joseph Schneider genannt Bill Schneider (* 25. April 1959 in Syracuse, New York) ist ein US-amerikanischer Anwalt und Politiker, der von 2011 bis 2012 Maine Attorney General war.

## Leben
Bill Schneider besuchte die United States Military Academy in West Point, mit einem Abschluss im Jahr 1981. Anschließend diente er in der U.S. Army unter anderem an der Grenze zu Nordkorea, war Captain der Green Berets und erwarb die Special Forces Tab, Ranger Tab und die Senior Airborne Wings. Seit einer Verletzung im Dienst, als während eines Hurrikans sein Fahrzeug umstürzte und er einen Wirbelbruch erlitt, ist er auf den Rollstuhl angewiesen und wurde in den Ruhestand versetzt. Nach seiner Arbeit als Projektmanager für ein Ingenieurbüro studierte er an der University of Maine Law School und schloss das Studium im Jahr 1993 ab. Anschließend war er stellvertretender Maine Attorney General.
Nach den Terroranschlägen am 11. September 2001 wurde er als Anti-Terror-Koordinator des Bundes im United States Attorneys Office für Maine eingesetzt. Er arbeitete danach als Assistant United States Attorney. Auch in der Guantanamo Review Task Force war er eingesetzt. Zu seinen weiteren Tätigkeiten gehörte die Arbeit am Maine Board of Bar Overseers, Lehrtätigkeit an der Harvard Law School und der Trial Advocacy-Workshop.
Als Mitglied der Republikanischen Partei war Schneider von 1999 bis 2001 Mitglied des Repräsentantenhauses von Maine und von 2011 bis 2012 Attorney General von Maine.
Nach dem Ausscheiden als Attorney General ernannte Gouverneur Paul LePage Schneider zum stellvertretenden Direktor des Amtes für Politik und Management. Im Jahr 2012 bewarb sich Schneider erfolglos um einen Sitz im Senat der Vereinigten Staaten.
Im Jahr 2014 wurde Schneider als Richter am United States District Court vereidigt.
Bill Schneider ist mit Barbara T. Schneider verheiratet, das Paar hat ein Kind adoptiert.